# 27286 Adedmondson
27286 Adedmondson este un asteroid din centura principală de asteroizi.

## Descriere
27286 Adedmondson este un asteroid din centura principală de asteroizi. A fost descoperit pe 5 ianuarie 2000 la Socorro, New Mexico, în cadrul proiectului LINEAR. Asteroidul prezintă o orbită caracterizată de o semiaxă mare de 2,27 ua, o excentricitate de 0,19 și o înclinație de 5,0° în raport cu ecliptica.